# Tharād
Tharād är en ort i Indien.   Den ligger i distriktet Banās Kāntha och delstaten Gujarat, i den västra delen av landet, 700 km sydväst om huvudstaden New Delhi. Tharād ligger 53 meter över havet och antalet invånare är 24 697.
Terrängen runt Tharād är mycket platt, och sluttar västerut. Runt Tharād är det ganska tätbefolkat, med 192 invånare per kvadratkilometer. Trakten runt Tharād består till största delen av jordbruksmark.